# Universitat Tècnica de Košice
La Universitat Tècnica de Košice (en eslovac Technická univerzita v Košiciach) és una institució d'educació superior a Košice. És la segona universitat tècnica més important d'Eslovàquia.

## Facultats
- Facultat de Mines, Ecologia, Control de Processos i Geotècnia
- Facultat de Metal·lúrgia
- Facultat d'Enginyeria Mecànica
- Facultat d'Enginyeria Elèctrica i Informàtica
- Facultat d'Enginyeria Civil
- Facultat d'Economia, des del 2011 al 2014 reconeguda com la millor facultat d'economia eslovaca[1]
- Facultat de Tecnologies de Fabricació
- Facultat d'Art
- Facultat d'Aeronàutica